# Neotridactylus apicialis
Neotridactylus apicialis is een rechtvleugelig insect uit de familie Tridactylidae. De wetenschappelijke naam van deze soort is voor het eerst geldig gepubliceerd in 1825 door Say.